# Juan Alonso Girón
Juan Alonso Girón (1305-?) Ricohombre y señor de El Frechoso, era hijo de Gonzalo Ruiz Girón y de María Téllez de Meneses.
Fue hermano de Alfonso Téllez Girón, mandado a matar por el rey Pedro el 6 de enero de 1356 en Toro y de Fernán Ruiz Girón con quien aparece frecuentemente en la documentación y firma como su hermano.
Anduvo al servicio del Rey Pedro I de Castilla y a la muerte de este, del de su hermano, Enrique II de Castilla. A mediados del siglo XIV, según el Becerro de las Behetrías, San Román de la Cuba era behetría de Juan Alonso Girón.

## Matrimonio y descendencia
Casó con Urraca Galina de quien tuvo a:
- Alonso Téllez Girón y Gallina
- Pedro Alonso Girón
- María Girón, esposa de Pedro González de Bazán.

## Homonimia
No debe confundirse este noble castellano bajomedieval con un fraile dominico del mismo nombre, que en torno a 1600 emitió una consulta al Inquisidor general Fernando Niño de Guevara contra la difusión de la Biblia en las lenguas romances.